# Saint-Paul-la-Coste
Saint-Paul-la-Coste è un comune francese di 292 abitanti situato nel dipartimento del Gard, nella regione dell'Occitania.

## Società

### Evoluzione demografica
Abitanti censiti